# Палац Рібейра

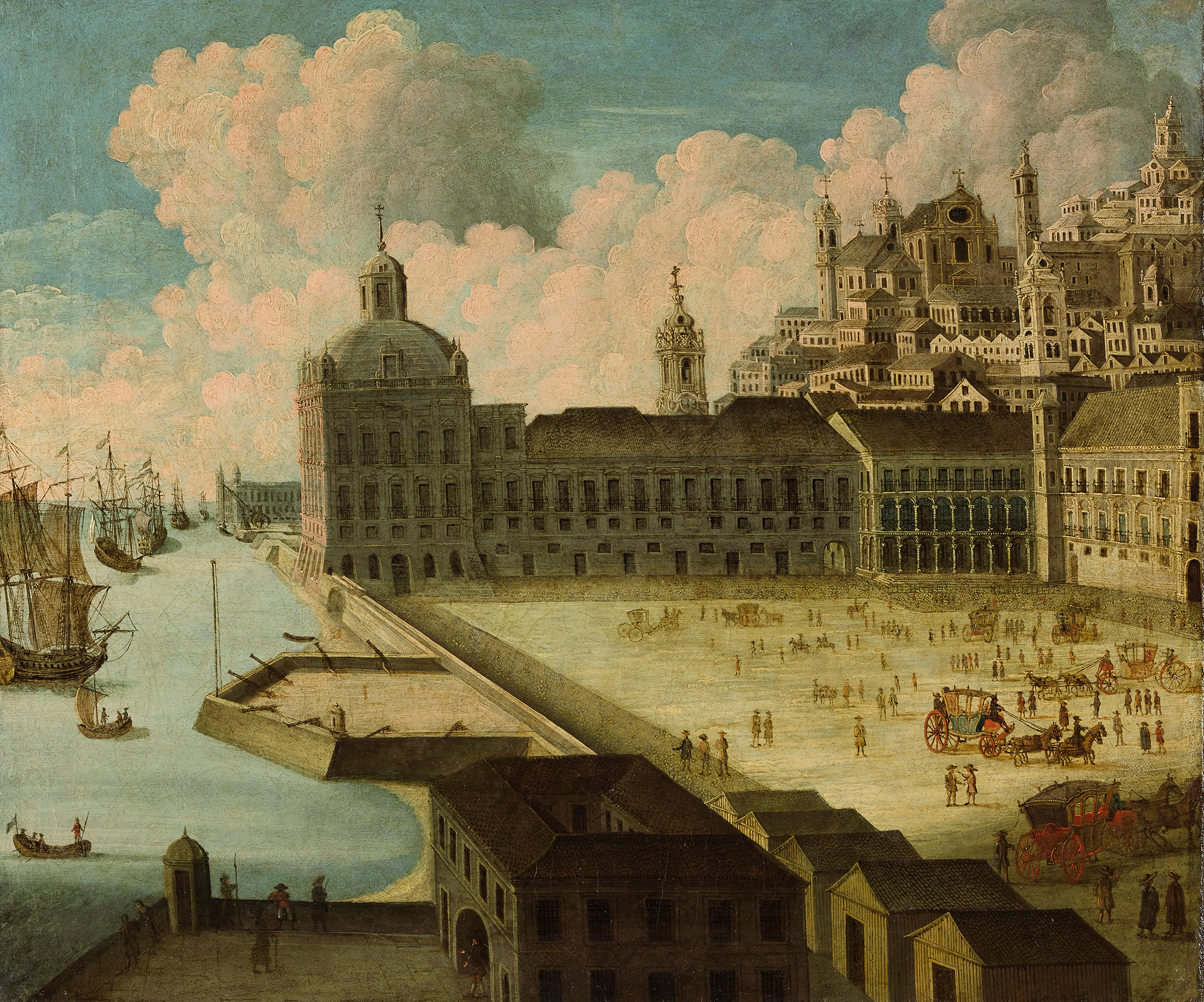
Рібейра палац в середині 18 століття в стилі маньєризму і бароко, кілька років до його руйнування в 1755 Лісабонського землетрусу.

38°42′27″ пн. ш. 9°08′11″ зх. д. / 38.70754° пн. ш. 9.1365° зх. д.
Палац Рібейра (порт. Paço da Ribeira) — головна резиденція королів Португалії в Лісабоні протягом 250 років. Його будівництво розпочалося за наказом короля Мануела I, коли він вирішив переїхати з Замку святого Георгія. Палацовий комплекс неодноразово реконструювався і перепланування від оригінального мануелінського стилю до його остаточних форм маньєризму і бароко.
Палац Рібейра, а також більша частину міста Лісабона, був зруйнований в 1755 році під час Лісабонського землетрусу. Після землетрусу, правлячий монарх, король Жозе I, страждав від клаустрофобії і вирішив прожити залишок свого життя в павільйонах на пагорбах Ажуда, тому палац не був відновлений.
Сьогодні, одна з головних площ Лісабону Торгова площа, розташована на місці колишнього палацу. Ця площа дещо нагадує знищену королівську резиденцію.

## Історія

### Мануелінська епоха

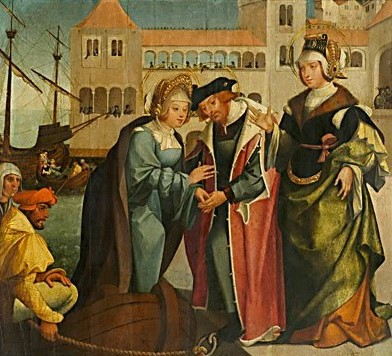
Картина 16-го століття святих мучеників Лісабонських з палацом Рібейра на фоні.

Після облоги Лісабона в 1147 році монархи Португалії використовували Палац Алькасава, у замку Святого Георгія. Протягом багатьох років різні португальські монархи проживали там поки король Мануель I не успадковував трон. Палац Алькасова був великий, але тісний, складний, не відповідав смакам короля Мануеля I. З прибутку від торгівлі спеціями, король Мануел I почав оновлення вигляду Лісабону та будівництво нового королівського палацу.
Першовідкриття палацу відбулося в 1498 році. Новий палац був побудований на березі річки Тахо, що дало йому назву — Палац Рібейра, або Палац Річкового узбережжя. Новий королівський палац був розташований в самому серці ренесансного Лісабона, який став у Добу великих географічних відкриттів одним з найважливіших портів у всій Європі через його значення в торгівлі спеціями та іншими товарами з Південної та Південно-Східної Азії. Палац Рібейра був розташований поруч із корабельнями і всіма великими торговими будинками Лісабону.
Палац був побудований досить великий, щоб увесь португальський королівський двір міг переїхати в палац. 1508 року король Мануель I розпочав розширювальні роботи над палацом, які закінчилися в 1510 році, і призначив Діогу де Арруда головним архітектором проєкту. В палаці відбувалися португальські кортеси.

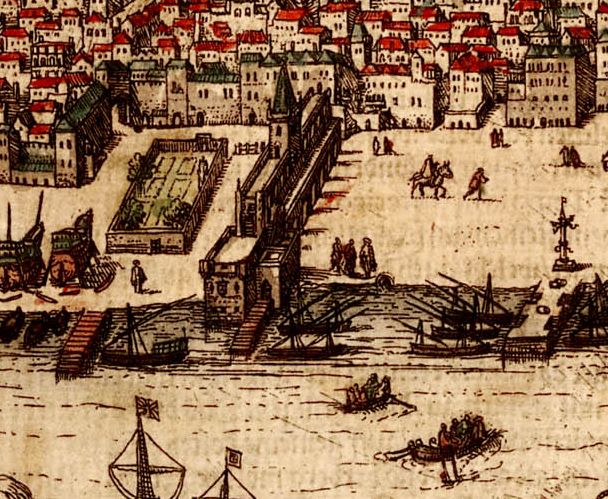
Палац Рібейра після реконструкції короля Жуана III.

Палац короля Мануеля I та його наступників до короля Енріке I мав стиль мануелін. Серед іншого, палац включав різні крила, лоджії, балкони, сади та подвір'я. Основна лоджія палацу, що виходить на територію Торгову площу, повторювала стиль, використаний королем Мануелем I у багатьох його палацах, наприклад у Королівському палаці Евори.
Візитною карткою палацу була Башта короля на південному крилі. До перебудови у вежі було розміщено Casa da Índia, яка на зовнішній стороні вежі виходила на скульптуру Королівського герба Португалії. Починаючи з 1525 року, король Жуан III спонсорував реконструкцію палацу, що змінила вежу короля, розширивши її та відкривши великий балкон, звернений до річки Тахо.
Саме в часи мануелінського стилю, коли династія Авіса правила Португалією, португальське Відродження процвітало, а Палац Рібейра був одним із його центрів. Він став символом як для художників, вчених, мореплавців, так і для дворян з усієї Португалії та Європи. Саме в палаці Рібейра, в 1515 році, Жіл Вісенте, батько португальського та іспанського театрів, вперше поставив свою п'єсу «Quem Tem Farelos?» для короля Мануеля I. У палаці також були представлені інші великі португальські та європейські художники та науковці, зокрема Луїш де Камоенш, португальський драматург, португальський живописець Кріштовау Мораї та Педру Нуніш, португальський математик і королівський репетитор.

### Епоха Філіпа

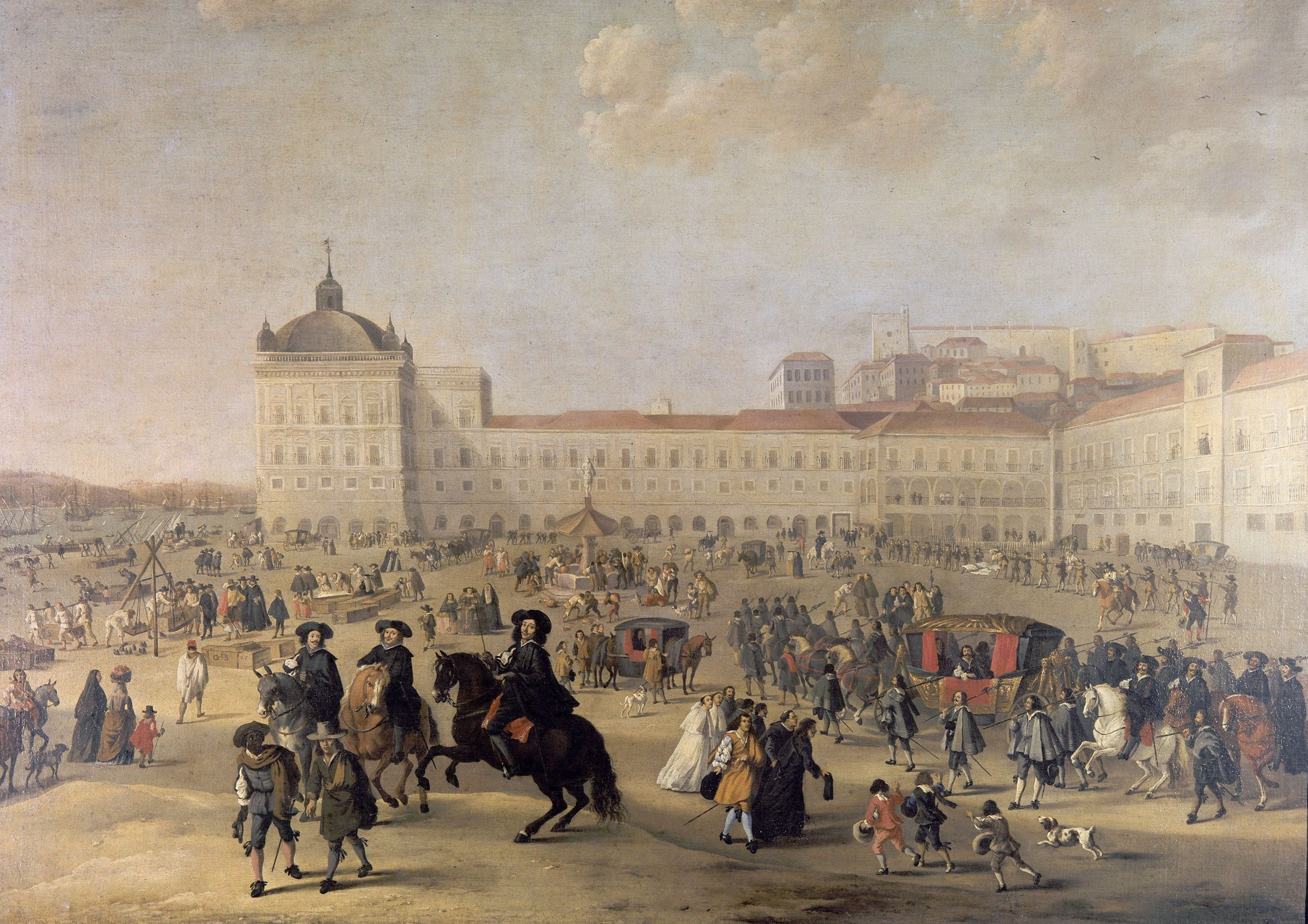
Під час епохи Іберійської унії палац сильно змінився, змінивши оригінальний мануелінський стиль на маньєристський.

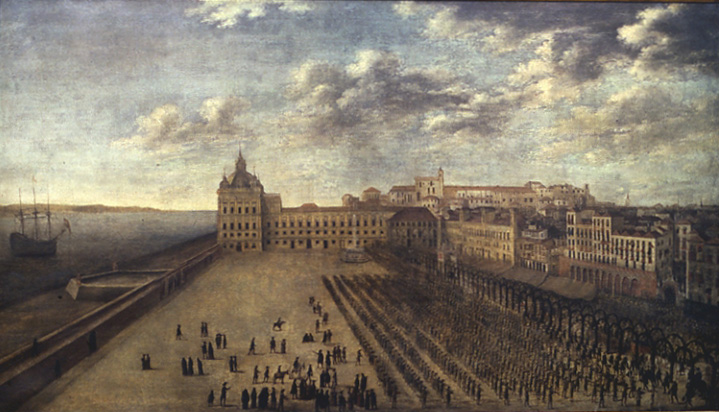
Катерина Браганца вирушає з Палацової площі до Англії, 23 квітня 1662 року

Коли династія Габсбургів зайняла престол, у 1580 році новоспечений король Португалії Філіп I розпочав будівництво нових споруд та реконструкцій по всій Португалії, прагнучи реабілітувати королівство після війни за португальську спадщину. Під час свого трирічного перебування в Лісабоні, з 1580 по 1583 р., король Філіп I, який також був королем Кастилії, Арагону та Неаполя, розглядав можливість перетворення Лісабона в імперську столицю своєї трансєвропейської монархії та імперії.
Щоб Лісабон підходив для екстравагантного двору короля Філіпа I, король наказав реконструювати та розширити палац Рібейра під керівництвом Філіппо Терзі. Король Філіп I вирішив модернізувати палац, позбавивши його оригінального мануелінського стилю. Родзинкою стала реконструкція та розширення вежі короля, яка перетворила триповерхову вежу у п'ятиповерхову, доповнену обсерваторією та однією з найбільших королівських бібліотек у всій Європі. Для декорування палацу монарх замовив відомих художників, таких як Корреджо, Рубенса і Тіціана, який зробив масивну картину на стелі Королівської бібліотеки із зображенням Філіпа II, який тримає земну кулю під час коронації.
Коли король Філіп I покинув Лісабон, у 1583 році Палац Рібейра став офіційним місцем перебування Ради Португалії та резиденцією віце-королів Португалії. Наступники короля Філіпа I, король Філіпп II і король Філіп III, не продовжували жити в Лісабоні, натомість відвідували португальську столицю лише в церемоніальних випадках. Однак щоразу, коли король Філіпп II і король Філіп III відвідували палац Рібейри, вони наказували побудувати церемоніальну арку палацу «Террейро-ду-Пасу».

### Браганська епоха

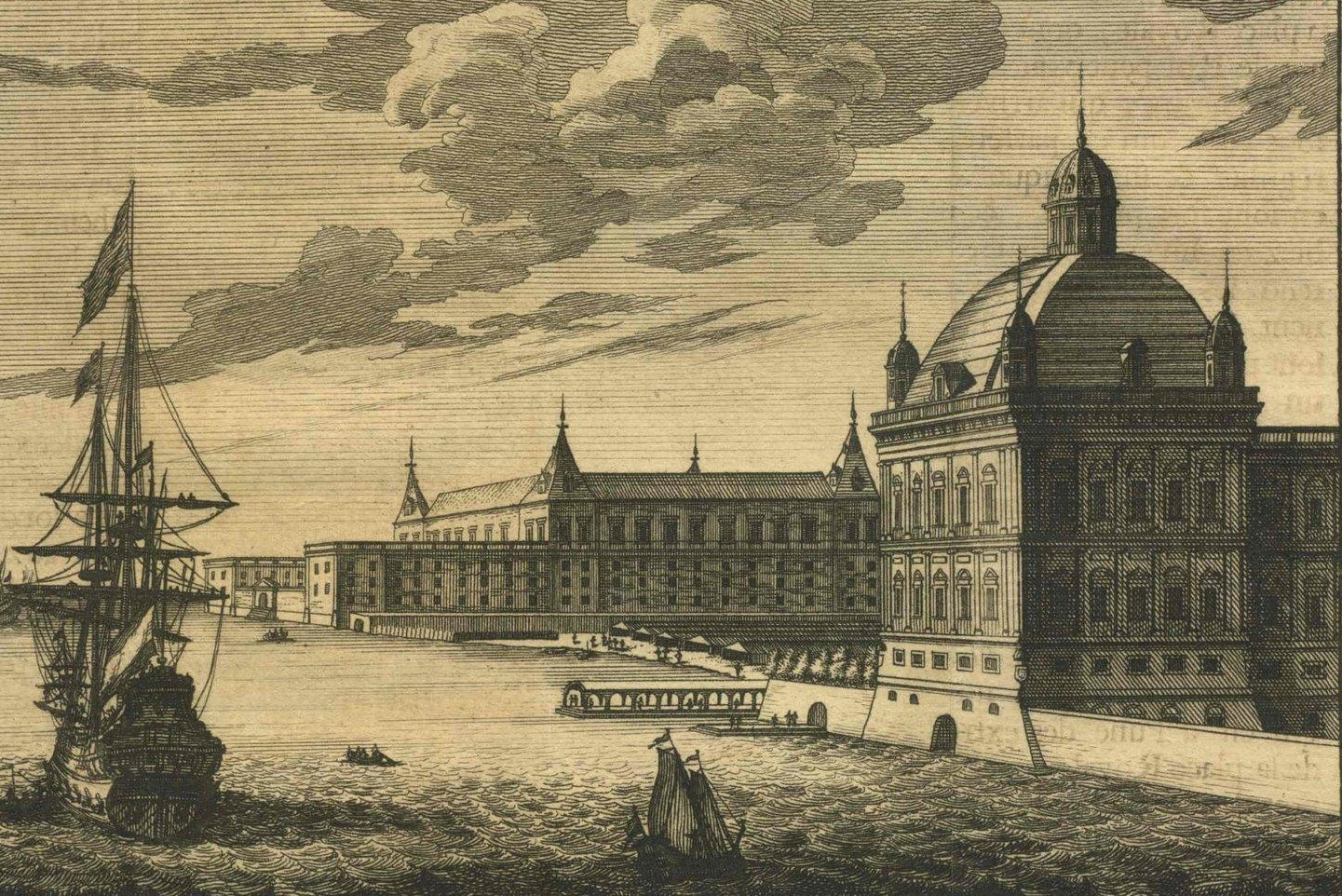
Палац Рібейри епохи династії Браганса був величезним і сучасним палацовим комплексом, що включав оперу та собор.

Ще одним королем, який покращив Палац, був Жуан V, який інвестував великі суми — отримані від золотих копалень у колоніальній Бразилії — для розширення та оздоблення палацу Рібейра. Оригінальна каплиця манулінського стилю була перетворена на розкішну барокову церкву, а Палац здобув ще одне крило для королеви, паралельне попередньому, замовлене італійцю Антоніо Канневарі.
В Палаці проводились урочисті церемонії коронації португальських королів. Пізніше, король Жозе I збудував Королівський оперний театр біля палацу, спроєктований італійцем Джузеппе Бібієною.

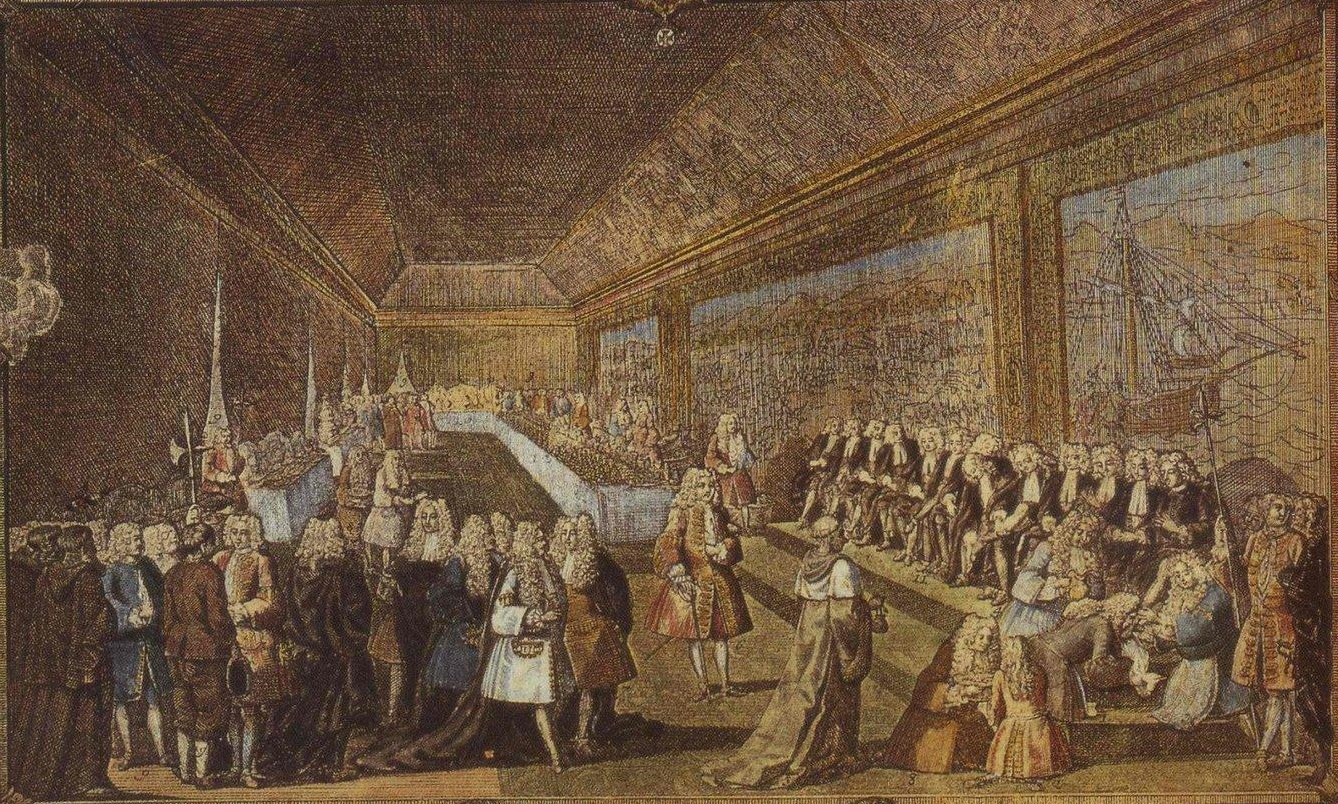
«Омивання ніг Жуана V Португальського», одне з небагатьох зображень інтер'єру палацу Рібейра (1748 р.).

Опера ду Тежу, відкрита в 1755 році, проіснувала лише кілька місяців. 1 листопада 1755 р. палац і більша частина Лісабону знищив величезний землетрус, цунамі та вогонь. Королівська бібліотека, розміщена в межах палацу, на 70 000 об'єктів, а також сотні творів мистецтва були втрачені. Королівські архіви зникли разом із детальними історичними записами розвідок Васко да Гами та інших ранніх мореплавців. Короля Жозе I не було в палаці на момент землетруса. Його прем'єр-міністр, 1-й маркіз Помбал, координував масштабні зусилля з реконструкції. Королівська родина відмовилася від району Рібейра та переїхала до палаців в районах Ажуди та Санта-Марія-де-Белен.
Стара Палацова площа (Terreiro do Paço) породила нову площу, Торгову площу Помбаліне (Praça do Comércio). Дві вежі на кутах площі все ще нагадують стару вежу палацу Рібейра.

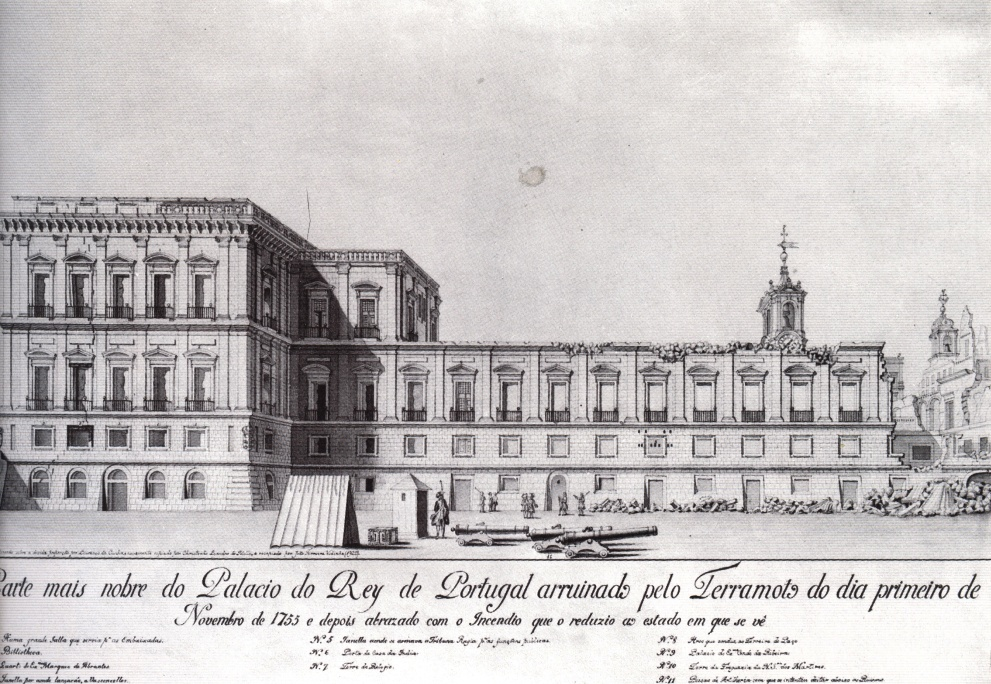
Після землетрусу 1755 р. стіни палацу Рібейри вціліли, щоб його реконструювати, але його знесли.